# Ammerbuch
Ammerbuch település Németországban, azon belül Baden-Württembergben. Lakosainak száma 11 552 fő (2023. december 31.).

## Népesség
A település népessége az elmúlt években az alábbi módon változott:
| Lakosok száma | 5674 | 6880 | 8100 | 8796 | 9485 | 10 600 | 11 089 | 11 701 | 11 180 | 11 552 |
|               | 1961 | 1967 | 1974 | 1980 | 1987 | 1993   | 2000   | 2006   | 2013   | 2023   |